# Эль-Марса (Западная Сахара)
Эль-Марса — портовый город в Западной Сахаре.
По данным марокканских властей, Эль-Марса принадлежит провинции Эль-аюн региона Эль-Сакиа-Эль-Хамра. Эль-Марса находится к западу от Эль-Аюна, на трассе Н1. Население в 2004 году составляло 10 229 человек. Второй по величине город в провинции и третий по величине в области. Морской порт Эль-аюн-Плаж (фр. El Aaiún Port) на побережье Атлантического океана. В городе есть больница.